# Đại hội Huỳnh Dương
Đại hội Huỳnh Dương (chữ Hán: 荥阳大会, Huỳnh Dương đại hội) là cuộc tụ họp của các lực lượng khởi nghĩa nông dân vào tháng 1 năm 1635, tức năm Sùng Trinh thứ 8, tại huyện Huỳnh Dương, ngày nay là vị trí cách địa cấp thị Trịnh Châu, tỉnh Hà Nam 30 km về hướng tây, nhằm thương lượng đại kế phản kháng nhà Minh.

## Bối cảnh
Cuối đời nhà Minh, triều đình hủ bại, quan lại hoành hành, lại thêm vài năm liên tiếp gặp thiên tai, nhân dân không còn lối thoát. Năm Sùng Trinh đầu tiên (1628), người chết đói khắp bắc bộ Thiểm Tây, người Phủ Cốc là Vương Gia Dận, người An Tắc là Cao Nghênh Tường, người Duyên An là Trương Hiến Trung,... dựng cờ khởi nghĩa, lực lượng phát triển nhanh, ngày càng lớn mạnh.
Tháng 11 năm Sùng Trinh thứ 6 (1633), nghĩa quân Thiểm Bắc đột phá phòng tuyến quan quân, vượt qua Hoàng Hà, tiến vào Hà Nam, chuyển sang chiến đấu ở Dự Tây.
Cuối năm Sùng Trinh thứ 7 (1634), Hồng Thừa Trù nhiệm chức Binh bộ thượng thư, thống nhất chỉ huy 7 vạn quan quân 5 tỉnh Thiểm, Sơn, Dự, Xuyên, Ngạc, từ 4 phương 8 hướng ép vào Hà Nam, ý đồ vây diệt quân đội nông dân.
Ngày 6 tháng 1 năm Sùng Trinh thứ 8 (1635), nghĩa quân đánh chiếm Huỳnh Dương. Đối mặt với tình thế hiểm nghèo, vì muốn phá vỡ cuộc vây diệt của quan quân, theo Ngô Vĩ Nghiệp, "Tuy khấu kỷ lược": 13 nhà - 72 doanh - hơn 20 vạn quân đội nông dân tụ tập ở Huỳnh Dương mở hội, thương thảo kế hoạch chống địch. Đây là Đại hội Huỳnh Dương nổi tiếng trong lịch sử.

## Thành phần
13 thủ lĩnh tham gia Đại hội Huỳnh Dương gồm có:
- "Sấm vương" Cao Nghênh Tường
- "Lão Hồi Hồi" Mã Thủ Ứng
- "Cách lý nhãn" Hạ Nhất Long
- "Tả kim vương" Hạ Cẩm
- "Tào Tháo" La Nhữ Tài
- "Cải thế vương" Hứa Khả Biến
- "Xạ tháp thiên" Lý Vạn Khánh
- "Bát đại vương" Trương Hiến Trung
- "Hoành thiên vương" ?
- "Hỗn thập vạn" Mã Tiến Trung
- "Quá thiên tinh" Huệ Đăng Tướng
- "Cửu điều long" ?
- "Thuận thiên vương" ?

## Kết quả
Mã Thủ Ứng chủ trương vượt sang bờ bắc Hoàng Hà, tiến vào Sơn Tây. Trương Hiến Trung phản đối, hai bên tranh cãi không dứt. Trong lúc này, cháu gọi bằng cậu và cũng là bộ tướng của Cao Nghênh Tường, Lý Tự Thành, đề xuất phương lược tác chiến mới: Chúng ta không thể ngồi một chỗ đợi quan quân đến bắt, vả lại chúng ta có mấy chục vạn quân, bọn họ không tài nào vây được, nên chia nhau đánh khắp các hướng. Mọi người đều đồng ý với chủ trương của Lý Tự Thành.
Nghĩa quân sau đó chia nhau đánh khắp 4 hướng, chủ động xuất kích quan quân. Cao Nghênh Tường và Trương Hiến Trung soái chủ lực đông tiến, nhằm vào sự yếu ớt của quan quân ở mặt này, liên tiếp giành thắng lợi, hạ được Phượng Dương thuộc An Huy, quê nhà của hoàng thất nhà Minh, khiến cho trên dưới triều đình chấn động.

## Ý nghĩa
Đại hội Huỳnh Dương có vai trò quan trọng trong lịch sử chiến tranh nông dân Trung Quốc. Sau cuộc họp này, khởi nghĩa nông dân cuối đời Minh bước vào giai đoạn cao trào; Lưu khấu (chữ Hán: 流寇, Lưu khấu) đời Minh cũng từ đây đạt được những thành tựu to lớn mà các triều đại Hán, Đường, Tống, Nguyên về trước và nhà Thanh về sau không thể sánh kịp.
Đại hội Huỳnh Dương là cơ hội để Lý Tự Thành bộc lộ tài năng trác việt của mình, cũng là lần đầu tiên Lý xuất hiện trên các sử liệu, dự báo một tương lai tuyệt đối không tầm thường.

## Tranh cãi
Phần ghi chép về ‘Đại hội Huỳnh Dương’ của Ngô Vĩ Nghiệp, "Tuy khấu kỷ lược" được đưa vào "Minh sử", trở nên rất phổ biến. Nhưng hầu như chỉ có "Tuy khấu kỷ lược", còn những sách khác trong thời kỳ này, như Đái Lạp, Ngô Thù, "Hoài Lăng lưu khấu thủy chung lục", Trương Đại, "Thạch Quỹ thư hậu tập", Kế Lục Kỳ, "Minh quý bắc lược", Bành Tôn Di, "Bình khấu chí" và Đàm Thiên, "Quốc các", đều không nhắc đến ‘Đại hội Huỳnh Dương’. Từ Nãi "Tiểu thiển kỷ niên phụ khảo", Tra Kế Tá "Tội duy lục - Lý Tự Thành truyện", Phùng Tô "Kiến văn tùy bút - Lý Tự Thành truyện" có chép, nhưng đều dẫn từ "Tuy khấu kỷ lược". "Hoài Lăng lưu khấu thủy chung lục" còn chỉ ra: Ngô kỷ (tức "Tuy khấu kỷ lược") chép 72 doanh mở hội nghị ở Huỳnh Dương, là lầm vậy! Nhưng Tạ Đáp Nhân, "Lý Tự Thành tân truyện" từng xác minh rằng: có người trốn thoát khỏi nghĩa quân đi tố cáo. Tuy không có người trong cuộc nào ghi chép lại, nhưng có nhiều hơn một văn kiện báo cáo lên quan viên địa phương về hội nghị này.
Cố Thành, "Minh mạt nông dân chiến tranh sử" cho rằng chưa từng có ghi chép ai là người đề xướng mở ra hội nghị, cũng như không rõ quân đội nông dân các nơi liên lạc với nhau bằng cách nào; thêm nữa, không có một văn bản được lưu hành sau hội nghị. Từ đó kết luận ‘Đại hội Huỳnh Dương’ là một sự kiện hư cấu.
Vương Hưng Á, "Lý Tự Thành khởi nghĩa sử sự nghiên cứu" thừa nhận không thể tra cứu về sự kiện này từ bất cứ nguồn sử liệu nào khác, đồng thời cũng không nắm được lộ trình hay hoạt động (như đánh chiếm, cướp bóc nơi nào,…) của 13 thủ lĩnh cận thời điểm tham gia hội nghị.
Thậm chí, Biên Đại Thụ, "Hổ Khẩu dư sanh ký" còn cho rằng: năm Sùng Trinh thứ 9 (1636), Lý Tự Thành về Mễ Chi, tự làm rõ tên họ, về nhà tế tổ tiên, xưng hiệu là Sấm tướng, nhờ vậy bắt đầu biết tên họ của ông ta, không phải như "Tuy khấu kỷ lược" kể rằng Lý nhờ ‘Đại hội Huỳnh Dương’ mà có tiếng tăm.